# Communauté de communes du Piémont Oloronais
Die Communauté de communes du Piémont Oloronais ist ein ehemaliger französischer Gemeindeverband mit der Rechtsform einer Communauté de communes im Département Pyrénées-Atlantiques in der Region Nouvelle-Aquitaine. Er war nach seiner Lage am Fuß der Berge („Piémont“) der Pyrenäen in der Umgebung der Stadt Oloron-Sainte-Marie benannt und wurde durch einen Erlass vom 4. November 2002 noch am selben Tag gegründet.

## Historische Entwicklung
Mit Wirkung vom 1. Januar 2017 fusionierte der Gemeindeverband mit
- Communauté de communes de Josbaig,
- Communauté de communes de la Vallée d’Aspe sowie
- Communauté de communes de la Vallée de Barétous

und bildete so die Nachfolgeorganisation Communauté de communes du Pays d’Oloron et des Vallées du Haut Béarn.

## Ehemalige Mitgliedsgemeinden
| - Agnos - Asasp-Arros - Bidos - Buziet - Escou - Escout | - Esquiule - Estialescq - Estos - Eysus - Goès - Gurmençon | - Herrère - Lasseube - Lasseubetat - Ledeuix - Lurbe-Saint-Christau - Moumour | - Ogeu-les-Bains - Oloron-Sainte-Marie - Poey-d’Oloron - Précilhon - Saucède - Verdets |